# ریزموش سندهیل
ریزموش سندهیل (نام علمی: Sminthopsis psammophila) نام یک گونه از سرده ریزموش‌ها است.